# Gorga (Espanha)
Gorga é um município da Espanha na província de Alicante, Comunidade Valenciana. Tem 9,11 km² de área e em 2021 tinha 261 habitantes (densidade: 28,6 hab./km²).

## Demografia
| Variação demográfica do município entre 1991 e 2004 | Variação demográfica do município entre 1991 e 2004 | Variação demográfica do município entre 1991 e 2004 | Variação demográfica do município entre 1991 e 2004 |
| --------------------------------------------------- | --------------------------------------------------- | --------------------------------------------------- | --------------------------------------------------- |
| 1991                                                | 1996                                                | 2001                                                | 2004                                                |
| 291                                                 | 270                                                 | 269                                                 | 261                                                 |